# فرسان الإسبتارية
فرسان الإسبتارية (أو فرسان القديس يوحنا) ((بالإنجليزية: Sovereign Military Order of Malta)‏ أو (بالإنجليزية: Knights Hospitaller)‏، سوفرين ميليتري أوردر أوف ملتا، فرسان مالتا) فرقة عسكرية صليبية أو جماعة دينية صليبية محاربة ساهمت بشكل بارز في الحروب الصليبية، أقامت بجزيرة رودوس، ثم احتلت طرابلس في ليبيا.

## تاريخ الفرقة
نشأت في جزيرة مالطة وعرفت باسم فرسان القديس يوحنا الأورشليمي وقد انبثقت عن الجماعة الأم الكبيرة والمشهورة باسم فرسان المعبد والتي كان لها شهرة أيام الحروب الصليبية وهي غير منظمة مالطة ذات سيادة التي تأسست كهيئة خيرية من قبل بعض التجار الإيطاليين عام 1050 لرعاية الحجاج المسيحيين في الأراضي المقدسة. فتم في تلك الحقبة إنشاء مستشفى القديس يوحنا في القدس لهذه الغاية إضافة إلى دير ومدرسة. وكان فرسان المعبد (وكذلك كان فرسان مالطة) دائمي الإغارة على سواحل المسلمين خاصة سواحل ليبيا وتونس لقربهما من مالطة، ولقد احتل فرسان مالطة منطقة برقة سنة 916هـ، غير أن المماليك لم يلبثوا أن أخرجوهم منها، وفي نفس السنة احتلت قوة إسبانية مدينة طرابلس الليبية بقيادة ترونافار وقتل خمسة آلاف مسلم، وأسر ستة آلاف، وفر باقي سكان المدينة وظلت طرابلس من سنة 916هـ حتى سنة 936هـ تحت أسر الاحتلال الإسباني.
وبدأ ظهور فرسان مالطة عام 1070م، كهيئة داعمة، أسسها بعض الإيطاليين، لرعاية مرضى المسيحيين، في مستشفى (قديس القدس يوحنا) قرب كنيسة القيامة ببيت المقدس، في فلسطين وظل هؤلاء يمارسون عملهم في ظل سيطرة الدولة الإسلامية، وقد أطلق عليهم اسم فرسان المستشفى أو الإسبتارية باللغة الإيطالية Hospitaliers تمييزاً لهم عن هيئات الفرسان التي كانت موجودة في القدس آنذاك مثل فرسان المعبد و«الفرسان التيوتون» وغيرهم، إلا أنهم ساعدوا الغزو الصليبي فيما بعد.
وكان التزايد الكبير في أعداد الوافدين المسيحيين إلى مدينة القدس قد زاد في بداية القرن الحادي عشر لاتجاه بعض الإيطاليين للحصول على حق إدارة الكنيسة اللاتينية من حكام المدينة المسلمين، وكان يلحق بهذه الكنيسة مستشفى للمرضى والحجاج يسمى مستشفى «قديس القدس يوحنا المعمدان» كذلك استطاع تجار مدينة «أمالفي» الإيطالية 1070 م تأسيس جمعية داعمه في بيمارستان قرب كنيسة القيامة في بيت المقدس للعناية بالاجانب، ومن اسم المستشفى أطلق عليهم اسم فرسان الإسبتارية في اللغة العربية، ولم يلبث أولئك الإسبيتاريين أن دخلوا تحت لواء النظام الديري البندكتي المعروف في غرب أوروبا، وصاروا يتبعون بابا روما مباشرة بعد أن اعترف البابا باسكال الثاني بتنظيمهم رسميًا في 15 فبراير 1113 م، وهكذا أصبح نظامهم يلقى مساندة من جهتين: تجار أمالفي وحكام البروفانس في فرنسا.

## الحروب الصليبية
عندما قامت الحروب الصليبية الأولى 1097 م وتم الاستيلاء على القدس أنشأ رئيس المستشفى (جيرارد دي مارتيز) تنظيماً منفصلاً أسماه "رهبان مستشفي قديس القدس يوحنا" وهؤلاء بحكم درايتهم بأحوال البلاد قدموا مساعدات قيمة للصليبيين وخاصة بعد أن تحولوا إلى نظام فرسان عسكريين بفضل ريموند دو بوي (خليفة مارتينز) الذي أعاد تشكيل التنظيم على أساس عسكري مسلح باركه البابا إينوسنت الثاني 1130، حتى قيل "إن الفضل في بقاء مدينة القدس في يد الصليبيين واستمرار الحيوية في الجيوش الصليبية يعود بالأساس إلى فرسان الإسبتارية بجانب فرسان المعبد وقد كان تشكيل تنظيم الإسبتاريين ينقسم إلى ثلاث فئات:
- فرسان العدل الذين هم من أصل نبيل (نبلاء) وأصبحوا فرساناً.
- القساوسة الذين يقومون على تلبية الاحتياجات الروحية للتنظيم.
- إخوان الخدمة وهم الذين ينفذون الأوامر الصادرة إليهم.

وهذا فضلا عن الأعضاء الشرفيين ويسمون الجوادين الذين يساهمون بتقديم الأموال والأملاك للتنظيم وبفضل عوائد هذه الأملاك وكذلك الهبات والإعانات (عُشر دخل كنائس بيت المقدس كان مخصصًا لمساعدة فرسان القديس يوحنا) أخذ نفوذ الفرسان ينمو ويتطور حتى أصبحوا أشبه بكنيسة داخل الكنيسة.

## الخروج من الشام
بعد هزيمة الصليبيين في موقعة حطين عام 1187 م على يد صلاح الدين الأيوبي هرب الفرسان الصليبيون إلى البلاد الأوروبية. وبتحرير عكا 1291 م وطرد الصليبيين نهائيًا من الشام اتجهت هيئات الفرسان إلى نقل نشاطها إلى ميادين أخرى:

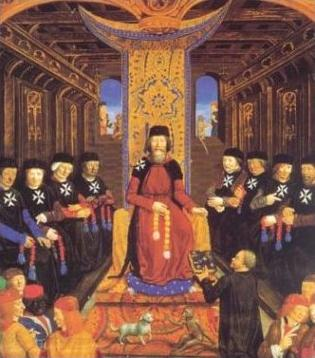
السيد الأكبر وكبار فرسان المستشفى في القرن 14

- اتجه الفرسان التيوتون نحو شمال أوروبا حيث ركزوا نشاطهم الديني والسياسي قرب شواطئ البحر البلطيكي.
- نزح (الداوية) أو فرسان المعبد إلى بلدان جنوب أوروبا وخاصة فرنسا حيث قضى عليهم فيليب الرابع فيما بعد (1307: 1314 م).
- فرسان الإسبتارية (المستشفى) الذين ظل وجودهم حتى اليوم، فقد اتجهوا في البداية إلى مدينة صور ثم إلى المرج (في ليبيا حاليًا) ومنها إلى عكا ثم ليماسول في قبرص 1291م.

## فرسان الإسبتارية
ومن قبرص استمر فرسان الإسبتارية في مناوشة المسلمين عن طريق الرحلات البحرية ومارسوا أعمال القرصنة ضد سفن المسلمين، إلا أن المقام لم يطب لهم هناك فعمد رئيسهم (وليم دي فاليت) للتخطيط لاحتلال رودوس وأخذها من العرب المسلمين وهو ماقام به أخوه وخليفته (توك دي فاليت) في حرب صليبية خاصة (1308 - 1310) ليصبح اسم نظام الفرسان الجديد يسمى (النظام السيادي لرودوس) أو (النظام السامي لفرسان رودوس. وفي رودوس أنشأ تنظيم الإسبتاريين مراكزه الرئيسة وازدادت قوته ونفوذه خاصة بعد أن تم حل تنظيم فرسان المعبد وآلت بعض ثرواته للإسبتاريين.
ولأن أرض رودوس كانت بمثابة نقطة إستراتيجية هامة، فقد عمد الأتراك المسلمون بدورهم للاستيلاء عليها خصوصا مع تزايد قرصنة الصليبيين لسفنهم وذلك بعد حصار وضغط متواصلين (أهم حصارين 1310، 1480) مما أجبر رئيسهم فيليب ري ليل آدام على الاستسلام في 1522 والهجرة عن الجزيرة في أول يناير 1523 بين عدة مدن منها: (إشبيلية إسبانيا) و (كاندي سيلان) و (روما إيطاليا)، إلى أن منح الملك (شارك كنت) للإسبتاريين السيادة على جزيرة مالطا في 24 مارس 1530 وبجانب سيادتهم على مالطا (بوثيقة شارك كنت) كانت لهم السيادة كذلك على عدة جزر صغيرة تابعة لمالطا مثل (دي جوزوا وكومين).

## فرسان مالطا
بتدخل من الكنيسة تم استبدال الجيوش الإسبانية في طرابلس بمحاربين من فرسان مالطا أو فرسان القديس يوحنا، وتم وضع طرابلس تحت عرش صقليه وقد صادق البابا (كليمنت السابع) على ذلك في 25 أبريل 1530 ومن ثم أصبح النظام يمتلك مقرًا وأقاليم جديدة أدت إلى تغيير اسمه في 26 أكتوبر 1530م إلى «النظام السيادي لفرسان مالطا» ومنذ ذلك الوقت أصبحت مالطا بمثابة وطنهم الثالث، ومنها استمدوا أسمهم «فرسان مالطا» واستطاع رئيسهم (جان دي لافاليت) أن يقوي دفاعاتهم ضد الأتراك العثمانيين مصدر خوفهم وأن يبني مدينة (فاليتا - عاصمة مالطا حاليا) التي أطلق عليها اسمه وكان مما ساعد على ترسيخ وجودهم في مالطا وقوع معركة ليبانتوا البحرية 1571م، بين الروم والأتراك مما أبعد خطر الأتراك ووفر لنظام الفرسان جواً من الهدوء. وقد تميز هذا النظام منذ إقامته في مالطا بعدائه المستمر للمسلمين وقرصنته لسفنهم حتى كون منها ثروة ولاسيما في الحصار التاريخي 1565 الذي انتهى بمذبحة كبيرة للأتراك، كما توسع النظام كثيرًا حتى إن الملك (لويس الرابع عشر) تنازل له في 1652 عن مجموعة من الجزر في الأنتيل منها: سان كيرستوف، سان بارتليلي، سان كوزوا، وصدق على ذلك في 1653 إلا أن صعوبة المواصلات مع هذه الجزر اضطر النظام للتنازل عنها لشركة فرنسية 1655 وظل النظام في مالطا تحت حماية إمبراطور الدولة الرومانية والكرسي الرسولي وفرنسا وإسبانيا وانتشر سفراؤه في بعض الدول وهو ما كان يعني اعترافًا بالسيادة الشخصية للسيد الكبير «للنظام أو رئيس الفرسان».

## فرسان القديس يوحنا في طرابلس
في سنة 936هـ قرر شارلكان ملك إسبانيا التنازل عن طرابلس لفرسان مالطة مقابل مساعدتهم للإسبان في حربهم البحرية ضد الدولة العثمانية التي بدأت تتجه بقوة ناحية الشمال الإفريقية، وبالتالي كسب فرسان مالطة موطئ قدم لهم بالسواحل الإسلامية قطعوا به الطريق على الإمدادات العثمانية القادمة من شرق البحر المتوسط.
ففي 18 صفر سنة 929هـ / يناير سنة 1523م، غادر فرسان القديس جزيرة رودس إلى إيطاليا بدعوة من البابا كليمنت السابع، في حين رأى رئيس المنظمة الأب فيليب أن يطلب إلى شارل الخامس إمبراطور المملكة الرومانية منحه جزيرتي مالطة وقوزو لأنهم رؤوا أنهما أليق مكان لغزو البلاد الإسلامية. ورأى شارلكان في ذلك فرصة للتخلص من طرابلس-ليبيا التي طالما تحين لها الفرص، فقبل طلب الفرسان على شرط أن يقوموا بالدفاع عن مدينة طرابلس.
ووافق مجلس منظمة الفرسان على الوثيقة القيصرية في 25 يوليو 1535م، وجاء وفد منهم إلى طرابلس ليستلم المدينة من واليها «فرديناند ألركون». وإلى هنا انتهى حكم الأسبان في طرابلس، بعد أن دام عشرين سنة لم يتجاوزوا فيها أسوار المدينة، وقاسى فيها الطرابلسيون شر مايقاسيه محكوم من حاكم.
تسلم فرسان القديس يوحنا طرابلس في محرم سنة 942هـ / يوليو سنة 1535م، وعينوا عليها واليا هو القسيس «جسباري دي سنقوسا»، وهو أول والٍ من هذه المنظمة على طرابلس. واستولى الفرسان على جنزور والمنصورية والماية والحشان والزاوية وصبراتة، وكانوا يجبون أموالها ويفرضون عليها المغارم ويأخذون رهائنها خوف الانتفاض عليهم.

## رحلة الشتات وفقدان الدولة
وبقيام الثورة الفرنسية عام 1789 وغزوها إيطاليا فقد الفرسان الصليبيون ممتلكاتهم وامتيازاتهم في فرنسا وإيطاليا وانتهى بهم الأمر بفقد مقرهم في جزيرة مالطا نفسها وطردهم منها على يد نابليون أثناء حملته على مصر عام 1798 م، ودخلوا في مرحلة من الشتات والتفرق.
ظل الفرسان مشتتون في أنحاء مختلفة في أوروبا وبخاصة في سان بطرسبورغ حيث قدم لهم القيصر الروسي بافل الأول ملجأ لهم فيها. غير أن المنظمة استمرت بالاضمحلال حتى قاعد البابا ليون الثالث عشر إعادة هيكلتها فأصبحت منظمة تطوعية خيرية ابتداء من سنة 1879.
يقدر عدد المتطوعين الذين يعملون معهم بحوالي نصف مليون شخص، منهم زهاء مائة ألف في فرنسا وحدها، ومثلهم في ألمانيا الغربية والولايات المتحدة الأمريكية، وغير المتطوعين في الولايات المتحدة وحدها ألف وخمسمائة فارس، وقد انضم إلى عضويتها عدد من أصحاب الملايين خصوصا أن نشاطهم الحالي خيري ويختص بالمستشفيات مما يغري بالتبرع لهم.
وهم مهتمون بإقامة علاقات دبلوماسية مع مختلف الدول حتى إن رئيسهم (بيرتي) يقول: "إن الدبلوماسية بحد ذاتها ليست من أهدافنا ولكن إقامة علاقات مع الدول تساعد في تسهيل أعمالنا والحصول على الأدوية والمواد التموينية ونقلها إلى المناطق المنكوبة، ولاينفي تاريخهم الصليبي إذ يقول: "نحن لا نخفي شيئا، فنحن منظمة دينية قديمة، ولنا تقاليدنا وشعائرنا، لذلك فالجانب البروتوكولي والدبلوماسي في غاية الأهمية بالنسبة لنا، ونحن نبذل جهدنا لتقديم العون للمحتاجين، والقسم الأكبر منا رجال دين وقساوسة".
وتعتمد دولة الفرسان الجديدة في دخلها على تلقى التبرعات بحجة إنشاء المستشفيات وعلى بيع طوابع بريدية خاصة بها، وتستفيد أيضا من الشهرة التي تجنيها من خلال توزيعها تبرعات كبيرة على المستشفيات وسيارات الإسعاف والأدوية على الدول المختلفة المحتاجة.

## واقع المنظمة في هذا العصر
بحسب الموقع الرسمي لدولة فرسان مالطا فإن المقر الرئيسي للمنظمة حاليا يقع في العاصمة الإيطالية روما، تحت مسمى «مقر مالطا» ويلقب رئيس المنظمة بـ«السيد الأكبر» وهو حاليا فرا ماثيو فاستينغ، إنجليزي، انتُخب مدى الحياة سنة 2008 من قبل مجلس دولة فرسان مالطة وذلك بعد وفاة السيد الأكبر السابق فرا أندرو بيريتي (1988-2008) والذي توفي في السابع من فبراير 2008 . ويعاونه أربعة من كبار المسئولين وقرابة عشرين من المسؤولين الآخرين، ويقيم السيد الأكبر في روما ويعامل كرئيس دولة بكل الصلاحيات والحصانات الدبلوماسية وينص القانون الدولي على سيادة دولة فرسان مالطا التي لها حكومتها الخاصة ولها صفة مراقب دائم في المنظمات الدولية مثل الأمم المتحدة، كما أن لها ثلاثة أعلام رسمية لكل علم استخدامه ودلالاته.
وتدار الأنشطة المختلفة للمنظمة عن طريق ستة أديرة رئيسية متفرع منها خمسة فرعية و 47 جمعية وطنية للفرسان في خمس قارات، وللمنظمة علاقات دبلوماسية مع 96 دولة على مستوى العالم منها مصر والمغرب والسودان وموريتانيا، بحسب الموقع الرسمي للجماعة، بينما ليس لها تمثيل دبلوماسي في فلسطين المحتلة.